# A zsidók útja
A zsidók útja egy 1917-ben megjelent magyar szociológiai könyv, amely kiadása után nagy botrányt kavart tabudöntögető témaválasztásával.

## Története
A 19. század második felétől a közéletben egyre nagyobb szerepet játszó magyarországi zsidósággal kapcsolatban komoly szociológiai kutatások – Ágoston Péter szerint – saját könyve megjelenéséig nem igen folyt, annak érzékenysége, antiszemita- és filoszemita elfogultsággal való jellemző megközelítettsége okán.
A könyv szerzője, a nem zsidó származású Ágoston Péter (1874–1925) nagyváradi jogakadémiai tanár, a Magyarországi Szociáldemokrata Párt tagja (egyébként később, a Tanácsköztársaság idején kommunista népbiztos) döntött úgy, hogy komolyabb tudományos kutatásoknak veti alá a magyarországi zsidóságot, elsősorban az antiszemitizmus keletkezését. Könyve, a A zsidók útja az első világháború idején, 1917-ben jelent meg A jövő kérdései munkájának második köteteként. (Az első kötet, az 1916-os A mi útjaink – Magyarország jövője címmel a nemzetközi béketeremtés kérdéskörét tárgyalta.) A mű kiadója a Nagyváradi Társadalomtudományi Társaság volt. Célja „zsidósággal való kölcsönös megértés” volt állítása szerint. Zsidókérdés alatt Ágoston a következőket értette:
„A zsidó kérdés tulajdonképen a zsidók és nemzsidók egymáshoz való viszonyának kérdése. Mint minden társadalmi kérdésnek, ennek is csak annyiban van jelentősége, amennyiben a zsidók és nem zsidók a társadalomban nem olvadtak egészen össze, amennyiben a társadalom e két eleme közt súrlódások vannak.”
A zsidóság definícióját így adta a szerző:
„A zsidóság tehát nem természettudományi jelentésben vett faj, hanem olyan közössége a zsidó nemzetiségi egyedeknek, amelyet azonos történeti emlékek, részben azonos nyelv, azonos vallás, azonos sors tart össze annyira, hogy a közösségben való megmaradás érdeke az egyesnek.”
Ágoston 323 oldalas könyvében tartózkodott saját konkrét válasz adásától az antiszemitizmus keletkezésével kapcsolatban. Ehelyett inkább összegyűjtötte mások véleményét a kérdéskörben, nemritkán egymásnak meredeken ellentmondó véleményeket. A zsidókat ért vádakat például nem kevesebb, mint 80 tételbe csoportosította. Mint ahogy saját véleményét nem fogalmazta meg, úgy másokét sem cáfolta (és nem értelmezte mélyebben) írásában. A problémák megoldását a zsidó teljes (felekezeti, nemzetiségi, társadalmi, foglalkozási) csoportnak olyan módon való megszűnésében látja, amely a magyarságba való beolvadását jelent. Utóbbiva kapcsolatban élesen megkülönböztette a szerinte beolvadásra törekvő modern, neológ zsidóságot a különállását őrző ortodox zsidóságtól (ahová egyébként a saját zsidó államot létrehozni akaró cionistákat is számította). Különösen rossz véleménye volt a Keletről beáramló (egyébként szintén ortodox) zsidóságról.

## Fogadtatása
Ágoston könyve elején úgy vélte, hogy
„aki mindkét féllel szemben keresi az igazságot, az könnyen járhat úgy, mint Nagy Sándor szofistája, aki a makedónok tulajdonságait sorolta fel. Míg előnyös tulajdonságaikat mondta, addig haragos szemmel nézték a külföldi követek, de folyton tapsolt neki a királlyal az élén az egész udvar, de mikor hibáikat kezdte mondani, akkor nemcsak hogy elhallgattak a tetszés nyilvánítások, hanem otthagyták mindannyian: az udvar és a külföldi követek egyaránt.”
Pontosan ez történ vele is. A zsidók útja – a háborús időszak ellenére – nagy port kavart a sajtóban. Különféle oldalakról születettek rá különféle vélemények. Több szerző, így Supka Géza művészettörténész, Braun Róbert szociológus, Bölöni György író tudományos-módszertani, mások elvi problémákat vetettek Ágoston szemére. Támadta a művet Blau Lajos rabbi, Mezey Ferenc jogász, Szabolcsi Lajos újságíró, Benedek Marcell irodalomtudós szenzációkeltőnek minősítette. Mások mellett Burján Károly és Kmoskó Mihály római katolikus pap is foglalkozott A zsidók útjával.
Hatására indította a Huszadik Század folyóirat körkérdését a témakörben, amelyhez szintén több közéleti személyiség szólt hozzá:

## Újabb kiadások
A könyvnek újabb, például fakszimile kiadása nincs. Elektronikusan a Magyar Társadalomtudományok Digitális Archívuma honlapjáról érhető el.